# .zw
.zw (zimbabwe) là tên miền quốc gia cấp cao nhất (ccTLD) của Zimbabwe.
Mặc dù không có trang web của nhà đăng ký trong danh sách IANA whois, ít nhất việc đăng ký .co.zw hiện được thự hiện bởi Hiệp hội nhà cung cấp dịch vụ Internet Zimbabwe, những tổ chức cho rằng một trong những mục đích của việc thành lập là nhìn ra trước tên miền .zw.
Việc đăng ký tên miền .ac.zw được thực hiện bởi Đại học Zimbabwe. Đơn xin được xử lý bởi Trung tâm Máy tính Lưu trữ ngày 22 tháng 11 năm 2006 tại Wayback Machine của cơ quan này. Với quy tắc chung, việc đăng ký .ac.zw dành cho cơ quan học thuật.
Việc đăng ký .org.zw được thực hiện bởi nhà cung cấp viễn thông cố định của đất nước, TelOne. Những trang này dự kiến dùng cho tổ chức phi chính phủ, cá nhân và những tổ chức tương tự nhưng không rõ hạn chế.